# El Kouif
El Kouif (în arabă الكويف) este o comună din provincia Tébessa, Algeria.
Populația comunei este de 17.319 locuitori (2008).